# Uri Coronel

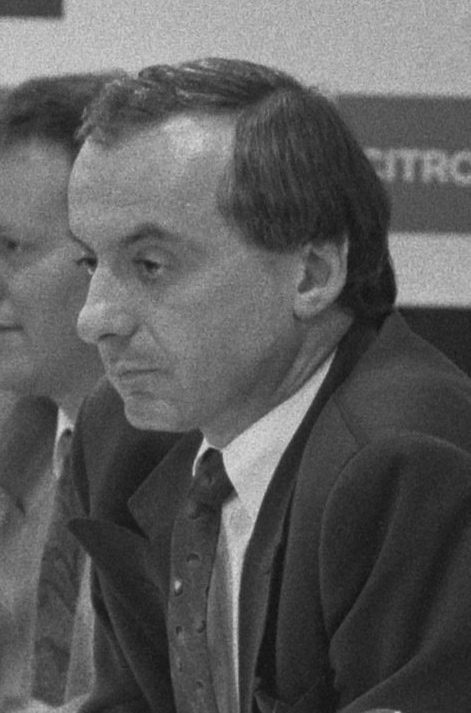
Uri Coronel (1989)

Maurice Uriel „Uri“ Coronel (* 24. Dezember 1946 in Amsterdam; † 18. Juli 2016) war ein niederländischer Fußballfunktionär. Von 2008 bis 2011 war er Präsident von Ajax Amsterdam.

## Leben und Wirken
Coronel wurde 1989 Vorstandsmitglied seines Heimatclubs AFC Ajax. In dieser Funktion trieb er maßgeblich die Planung und Verwirklichung des Baus der Amsterdam Arena voran. Das Präsidentenamt übernahm er 2008 von seinem Vorgänger John Jaakke. Nach einer vergleichsweise kurzen Amtszeit von drei Jahren gab Coronel im März 2011 seine Demission bekannt. Als Gründe nannte er vor allem Zerwürfnisse mit der Clublegende Johan Cruyff.